# 지구시민의 날
지구시민의 날(영어: Earth Citizens’ Day)은 전 세계 인류가 국적, 인종, 종교를 초월하여 하나의 지구 공동체임을 자각하고, 지구와 인간의 평화로운 공존을 기념하는 날이다. 이 날은 매년 6월 15일에 전 세계적으로 기념되며, 인간 중심이 아닌 지구 중심의 가치를 회복하고 지속 가능한 삶을 실천하자는 취지를 담고 있다.

## 역사

### 유래

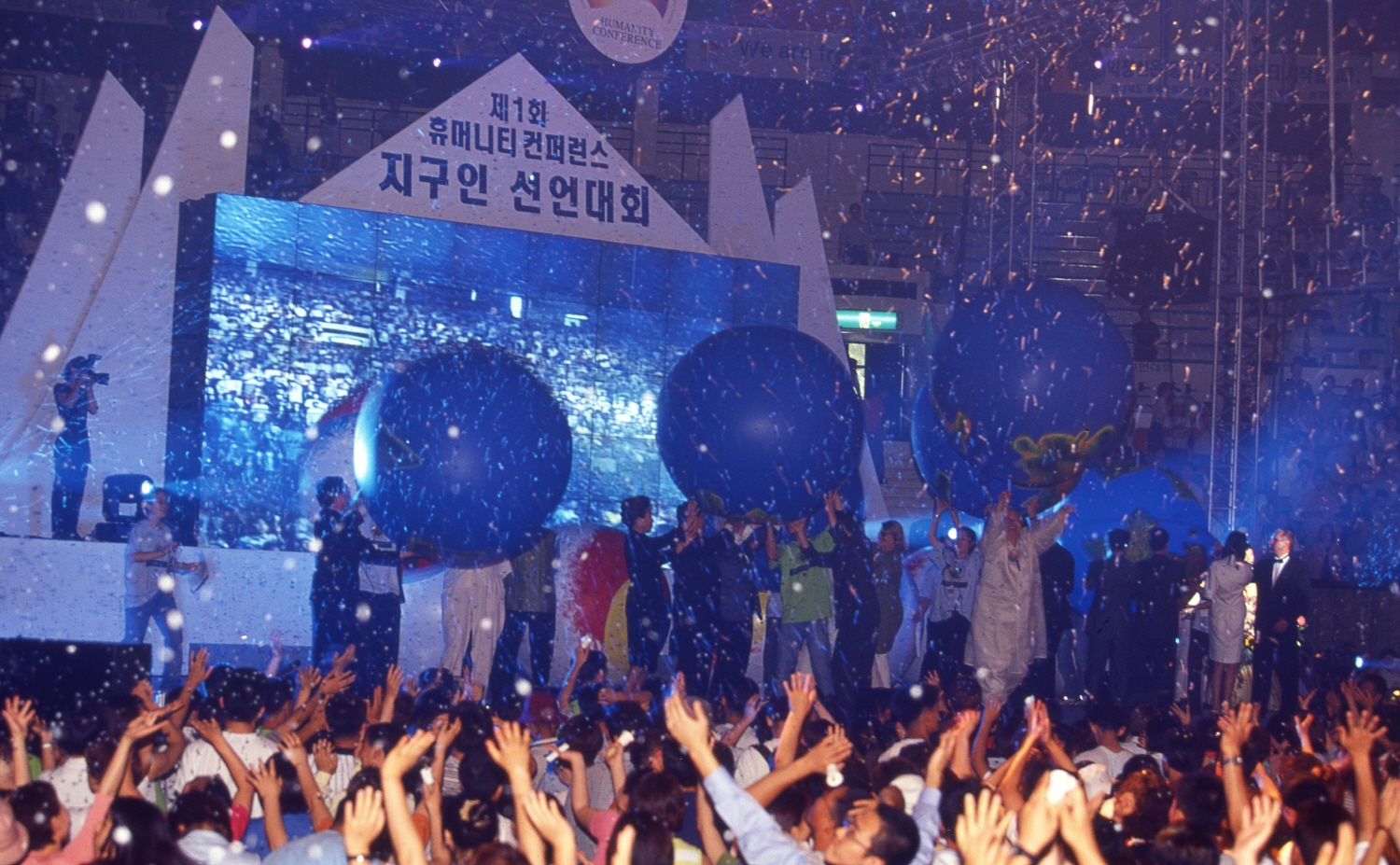
제1회 휴머니티 컨퍼런스

이 기념일은 2001년 대한민국 서울에서 개최된 휴머니티 컨퍼런스에서 처음 제안되었다. 홍익정신의 세계화 버전인 “지구시민정신”을 바탕으로, 인간의 이익을 넘어서 지구 전체의 이로움(弘益地球)을 추구하자는 취지로 기획되었다. 제안자는 글로벌 평화활동가 이승헌(Ilchi Lee)이며, 2002년부터 민간 차원의 기념이 시작되었다.
2009년 4월 공식적으로 출범한 이 운동은 빠르게 전 세계로 확산됐으며, 미국, 캐나다, 영국, 독일, 스웨덴, 러시아, 한국, 일본 등 여러 나라에서 수만 명의 회원을 확보했다. 지구시민운동의 핵심 목표는 전 세계 인구의 약 1%에 해당하는 1억 명이 지구시민으로 참여하여 인류와 지구를 위한 지속가능하고 평화로운 미래를 구축하는 데 있다.
2010년 4월 미국 하와이 호놀룰루시가 공식적으로 ‘2010년 4월 24일’을 지구시민의 날로 선포하면서 정부 차원의 공식 인정을 받게 되었다. 2023년에는 미국 뉴멕시코주 상원이 2월 8일을 공식적으로 Earth Citizens’ Day로 지정함으로써, 이 날의 의미가 국제적으로 더욱 부각되었다.

### 국제적 확산

#### 미국

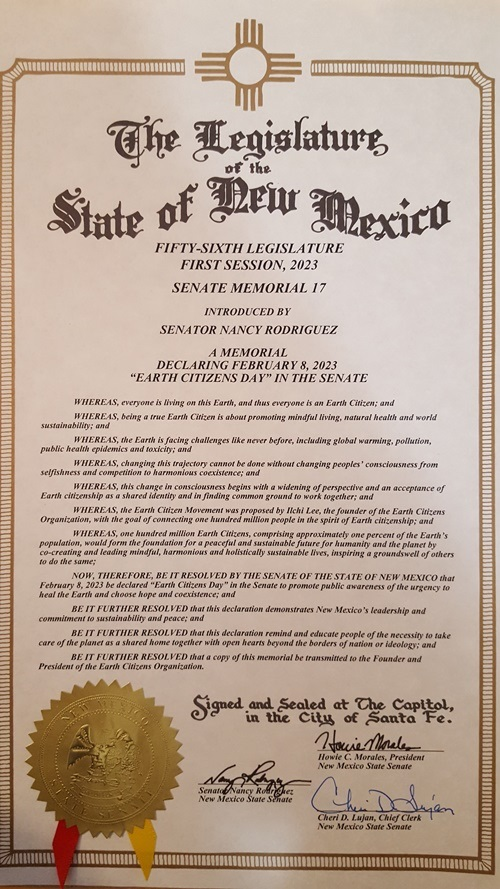
뉴멕시코주 Earth Citizens Day 선포

2023년 2월 8일, 미국 뉴멕시코주 상원(Senate Memorial 17)은 공식적으로 ‘지구시민의 날(Earth Citizens Day)’을 기념일로 선언하였다. 상원은 “모든 사람은 지구에 살고 있으므로 모두가 지구시민이며, 진정한 지구시민은 자연 건강, 인류애, 마음생활을 실천하는 이들”이라고 선언문에 명시하였다. 이 선언은 민주당 소속 낸시 로드리게스 상원의원(Nancy Rodriguez)이 제안하였으며, 뉴멕시코주 내 교육기관과 지역 커뮤니티를 통해 다양한 시민 실천 운동으로 이어지고 있다.

#### 일본
일본에서는 ‘지구기공(Earth Kigong)’ 실천과 지역 커뮤니티 명상 활동을 중심으로 지구시민운동이 진행되고 있다. 특히 2023년 11월 3일에는 전국 공원 훈련장 지도자들과 3,000명 이상의 시민들이 참여한 전국 명상 챌린지가 개최되었으며, 이는 유튜브 생중계를 통해 실시간으로 공유되었다. 일본 및 한국 내 약 5,800여 개의 공원 훈련장이 등록되어 있으며, 70,000명 이상의 참가자가 이 훈련에 참여하고 있다.

#### 뉴질랜드
뉴질랜드는 지구시민운동의 세계 본부 역할을 수행하는 중요한 국가 중 하나이다. 2016년, 이승헌 총장은 뉴질랜드 북섬 케리케리(Kerikeri)에 위치한 어스 빌리지(Earth Village)를 개소하고, 지구시민 리더 양성 및 글로벌 명상교육의 중심지로 지정하였다. 이곳에서는 다양한 국적의 청년 및 교육가들이 참여하는 글로벌 리더십 교육이 이뤄지고 있으며, 마오리 청소년 대상 프로그램, 커뮤니티 헬스 이벤트 등 지역 기반의 실천 활동도 활발하다.

#### 유럽
유럽 지역에서는 핀란드 반타(Vantaa)를 중심으로 지구시민운동이 전개되고 있으며, 명상 모임, 인성교육, 커뮤니티 활동이 SNS 및 지역 센터를 통해 조직되고 있다. 특히 지구시민의 날을 맞아 유럽 내 다양한 도시에서 ‘지속 가능성 교육’ 및 ‘지구를 위한 선언문 낭독’ 행사 등이 진행되고 있다.

## 목적
- 지구와 인류의 공존과 공생 정신 확산
- 홍익정신의 글로벌 실천
- 지구 감수성 회복 및 환경 행동 촉구
- 전 세계 1억명이 지구시민으로의 연대와 실천 장려

## 주요 활동
- 1달러 깨달음 운종
- 온라인/오프라인 환경 캠페인
- “I Am an Earth Citizen” SNS 챌린지
- 각국 지구시민 센터에서의 나눔 및 정화활동
- 청소년/청년 환경 교육 및 토크 콘서트

## 관련 단체

### 지구시민연합 (Earth Citizens Organization, ECO)
- 지구시민의 날 제정과 관련 프로그램을 주도하는 비영리 단체로, 뉴질랜드를 본부로 두고 미국, 일본, 한국 등지에 지부를 운영하고 있다.

### 글로벌 지구시민연합
- 미국 : https://www.earthcitizens.org/
- 일본 : https://earthcitizen.jp/
- 한국 : https://earthact.org/
- 지구시민런 : https://earthrun.org/global-eng

### 지구인청년연합 (Young Earth Human Alliance, YEHA)
지구인청년연합은 인류는 다 같은 ‘지구인’이라는 정체성을 가지고 지구촌 분쟁과 갈등의 시대에 어느 하나의 국가, 민족, 종교, 사상이 아닌 ‘지구’와 ‘평화’를 중심 가치에 두고 지구사랑과 인간사랑을 실천하는 국제 청년 단체이다.

## 관련 행사
- 2000년 UN 밀레니엄 세계평화회의에서 '평화의 기도' 낭독
- 2001년 2월 힐링소사이어티 출간
- 2001년 6월 15일~17일 휴머니티 컨퍼런스 및 지구인선언대회
- 2010년 4월 23일 하와이 호놀룰루 시와 카운티 ‘지구시민의 날’선언
- 2017년 1월 27일~28일 뉴질랜드 지구시민평화페스티벌[13]
- 2019년 6월 15일~16일 로그인 포레스트[14]
- 2023년 6월 15일~20일 지구시민페스티벌 (지구시민대축제)
- 2023년 2월 8일 미국 뉴멕시코주 상원의회 '지구시민의 날' 선언
- 2025년 4월 20일 지구시민 런[15]
- 2025년 6월 15일~20일 제3회 지구시민대축제[16]